# Gottlieb Beratz
Gottlieb Beratz (* 1871 in Göbel, Oblast Saratow; † 1921 in Herzog (Susly), Oblast Saratow) war ein deutsch-russischer römisch-katholischer Geistlicher und Märtyrer.

## Leben
Gottlieb Beratz stammte aus einer wolgadeutschen Familie des Bistums Tiraspol. Er besuchte das Priesterseminar in Saratow und wurde 1894 zum Priester geweiht. Bis 1909 war er Pfarrer in Dehler (Beresowka), dann in Herzog (Susly). Er wurde von den Bolschewisten zum Tode verurteilt und 1921 im Alter von 50 Jahren erschossen.
Gottlieb Beratz veröffentlichte 1915 eine auch ins Englische übersetzte sowie in jüngster Zeit neu herausgegebene Geschichte der wolgadeutschen Kolonien.

## Veröffentlichungen
- Die deutschen Kolonien an der unteren Wolga in ihrer Entstehung und ersten Entwicklung. Gedenkblätter zur hunderfünfzigsten Jahreswende der Ankunft der ersten deutschen Ansiedler an der Wolga, 29. Juni 1764 – 29. Juni 1914. Saratow 1915. (2. Auflage) Verband der Wolgadeutschen Bauern, Berlin 1923.
  - (englisch) The German colonies on the Lower Volga. Their origin and early development. A memorial for the 150th anniversary of the arrival of the first German settlers on the Volga, 29 June 1764. American Historical Society of Germans from Russia, Lincoln, Nebraska 1991.
  - (moderne Ausgabe) Die deutschen Kolonien an der Wolga. Hrsg. Olga Litzenberger. Historischer Forschungsverein der Deutschen aus Osteuropa, Nürnberg 2024. (darin: Olga Litzenberger: „Sie gaben ihr Leben für ihre Schäflein ...“ Gottlieb Beratz (1871–1921) katholischer Priester, Historiker, Dramatiker, S. 9–86)

## Gedenken
Die Römisch-katholische Kirche in Deutschland nahm Pfarrer Gottlieb Beratz als Märtyrer in das deutsche Martyrologium des 20. Jahrhunderts auf.